# حزقيال أنطونيو هرنانديز
حزقيال أنطونيو هرنانديز (بالإسبانية: Juan Antonio Hernández)‏ هو محامي وسياسي هندوراسي، ولد في 13 يونيو 1978 في غراسياس، هندوراس في هندوراس. نشط حزبياً في الحزب الوطني. وقد انتخب مهرب مخدرات.